# Varallo
Varallo – miejscowość i gmina we Włoszech, w regionie Piemont, w prowincji Vercelli, w dolinie Valsesia w Alpach Pennińskich.
Według danych na rok 2004 gminę zamieszkiwało 7400 osób, 84,1 os./km².